# Vitor Ramil
Vitor Hugo Alves Ramil (Pelotas, 7 de abril de 1962) é um cantor, compositor e escritor brasileiro.

## Trajetória

### Anos 80
Vitor Ramil começou sua carreira artística  ainda adolescente, no começo dos anos 80. Membro de uma família de músicos - com dois irmãos também cantores, Kleiton e Kledir, e um primo músico, Pery Souza - aos 18 anos de idade gravou seu primeiro disco Estrela, Estrela, com a presença de músicos e arranjadores que voltaria a encontrar em trabalhos futuros, como Egberto Gismonti, Wagner Tiso e Luis Avellar, além de participações das cantoras Zizi Possi e Tetê Espíndola. Neste período Zizi gravou algumas canções de Vitor, e Gal Costa deu sua versão para Estrela, Estrela no disco Fantasia.
1984 foi o ano de A paixão de V segundo ele próprio. Com um elenco enorme de importantes músicos brasileiros, este disco experimental e polêmico, produzido por Kleiton e Kledir, seus irmãos mais velhos,proporcionou ao público uma espécie de antevisão dos muitos caminhos que a inquietude levaria Vitor Ramil a percorrer futuramente. Eram vinte e duas canções cuja sonoridade ia da música medieval ao carnaval de rua, de orquestras completas a instrumentos de brinquedo, da eletrônica ao violão milongueiro. As letras misturavam regionalismo, poesia provençal, surrealismo e piadas. Deste disco a grande intérprete argentina Mercedes Sosa gravou a milonga Semeadura.
Em 1987, tendo trocado o Porto Alegre, pelo Rio de Janeiro, Vitor lançou Tango. Diferentemente do disco anterior, este era o resultado do trabalho de um grupo pequeno de músicos a partir de um repertório também reduzido. Em oito canções o furor experimental e lúdico de antes cedeu lugar a letras densas e elaboradas de canções que viraram sucessos. O letrista se afirmava e o compositor tornava-se mais sutil, proporcionando aos músicos e grandes improvisadores como Nico Assumpção, Hélio Delmiro, Márcio Montarroyos, Leo Gandelman ou Carlos Bala performances marcantes.

### Anos 90
Na passagem dos anos 80 para os 90 Vitor afastou-se dos estúdios e passou a dedicar-se ao palco, pois quase não fizera shows até então. Foi quando nasceu o personagem Barão de Satolep, um nobre pelotense pálido e corcunda, alter-ego do artista. Dividindo alguns espetáculos com esta figura ao mesmo tempo divertida e mal-humorada, mesclando música, poesia, humor e teatro, Vitor começava a consolidar seu público e a aperfeiçoar sua interpretação.
Neste período não só definiu-se a música e postura do Vitor Ramil dos discos que viriam a ser gravados na segunda metade dos anos 90 como apresentou-se o Vitor Ramil escritor, através da novela Pequod, ficção criada a partir de passagens da infância do autor, de sua relação com o pai, de suas andanças pelo extremo sul do Brasil e pelo Uruguai. A partir do lançamento deste primeiro livro, em 1995, de grande repercussão junto à crítica e recentemente lançado na França, o artista passou a ocupar-se duplamente: música e literatura.
Mas mais do que pela escritura de Pequod os anos 90 ficaram marcados para Vitor Ramil como os anos em que começou a refletir sobre sua identidade de sulista e sua própria criação através do que chamou de A estética do frio. A busca dessa “estética do frio” deu-lhe a convicção de que o Rio Grande do Sul não estava à margem do centro do Brasil, mas sim no centro de uma outra história. Neste momento, significativamente, ele deixava o Rio de Janeiro para voltar a viver no Sul.
Simultaneamente a Pequod aconteceu a gravação do CD À Beça. Tendo saído apenas como edição especial, em tiragem limitada, por uma revista de música de Porto Alegre, este disco representou seu primeiro esforço de realizar algo a partir das ideias da estética do frio. Com versos leves, cheios de coloquialidade, em melodias fluentes e inusitadas concepções rítmicas, o disco antecipava os dois próximos e mais importantes trabalhos: Ramilonga – A Estética do Frio e Tambong.
Em Ramilonga – A Estética do Frio Vitor inaugura as sete cidades da milonga (ritmo comum ao Rio Grande do Sul, Uruguai e Argentina): Rigor, Profundidade, Clareza, Concisão, Pureza, Leveza e Melancolia. Através delas a poesia de onze “ramilongas” percorre o imaginário regional gaúcho mesclando o linguajar gauchesco do homem do campo à fala coloquial dos centros urbanos. A reflexão acerca da identidade de quem vive no extremo sul do Brasil começa pela recusa ao estereótipo do gauchismo; o canto forte dá lugar a uma expressividade sofisticada e suave; instrumentos convencionais são substituídos por outros, como os indianos e africanos, nunca antes reunidos neste gênero de música. Pela contundência de suas ideias, pela originalidade de sua concepção, Ramilonga é uma espécie de marco zero na carreira de Vitor.

### 2000e além
Tambong, seu trabalho seguinte, foi gravado em Buenos Aires, sob a produção de Pedro Aznar. Seu resultado é a confirmação da ideia de estar “no centro de uma outra história”, com a musicalidade e poesia brasileiras combinadas com as dos países do Prata a fluir naturalmente em quatorze temas cujos arranjos fazem deste um dos trabalhos mais originais da moderna música brasileira.
Tambong saiu em duas versões, português e espanhol. Para realizá-lo Vitor trabalhou com músicos argentinos, como o percussionista Santiago Vazquez, que o acompanha nos shows, e contou com a participação dos artistas brasileiros Egberto Gismonti, Lenine, Chico César e João Barone.
Os shows de lançamento de Tambong levaram para o palco a vibração ritmo|rítmica e as sutilezas harmônicas e melódicas do disco em meio a uma bela produção de luz e cenografia. Começaram com o espetáculo de abertura criado especialmente para o primeiro Fórum Social Mundial em Porto Alegre e, depois, foram readaptados para uma temporada de um mês no Rio de Janeiro e outra em São Paulo. Na Argentina o lançamento aconteceu em outubro de 2001, com dois espetáculos em Buenos Aires.
No ano de 2002, com sua banda brasileiro-argentina (Santiago Vazquez, percussão; píccolo bass e sitar; Roger Scarton, harmônio e guitarra) levou Tambong em turnê pelas principais capitais do Brasil.
Em 2003 Vitor apresentou seu primeiro show solo em Montevidéu, Uruguai, Sala Zitarrosa, mesmo local onde tocara, no final de 2002, com o compositor e intérprete uruguaio Jorge Drexler, hoje seu parceiro.
Ainda em 2003 apresentou-se com sua banda na Suíça, nas cidades de Genebra, Zurique e  Schaffhausen. Em Genebra, no Teatro St. Gervais, Vitor deu uma conferência, tendo como tema “A estética do frio”. Em Paris, no mesmo período, participou do evento de lançamento da tradução para o francês de seu livro Pequod, pela editora L’Harmattan.
Além de seu livro Pequod, suas canções vem sendo distribuídas na Europa em coletâneas inglesas, espanholas e portuguesas. Sobre Vitor Ramil escreveu o produtor londrino John Armstrong: “Why hasn’t this genious dominated the world of music yet?” Algo como "Porque esse gênio ainda não domina o mundo da música?" em tradução livre.
Outubro de 2004 é a data de lançamento de Longes, seu sexto álbum, também gravado em Buenos Aires e produzido por Pedro Aznar. Neste trabalho Vitor Ramil aprofunda e aperfeiçoa a linguagem que começou a elaborar nos trabalhos anteriores, Ramilonga e Tambong. Se em Ramilonga chamava a atenção a unidade em torno de temas e timbres e se a marca de Tambong era a diversidade sonora e poética, Longes pode ser definido como uma síntese dessas qualidades, por mais paradoxal que isso pareça, e um avanço a partir delas.
Os arranjos de Longes têm sua base no violão de aço arpejado de Vitor Ramil e nos baixos melódicos de Pedro Aznar. Participam também Santiago Vazquez e Marcos Suzano nas percussões, o baterista Christian Judurcha, o pianista clássico Gabriel Victora, o guitarrista Bernardo Bosísio, a cantora Adriana Maciel, um quarteto de sopros e uma orquestra de cordas.
A apresentação gráfica de Longes traz fotografias feitas por Vitor e sua mulher Ana Ruth em vários países, além de fragmentos de Satolep, romance que Vitor escreveu simultaneamente à criação das canções do disco.
Em 2010, na cidade de Buenos Aires, Vitor Ramil gravou "Délibáb". "Delibáb"  está composto por doze músicas, seis em português e seis em espanhol. As músicas em português estão baseadas em poemas de João Da Cunha Vargas (1900-1980), enquanto as músicas em espanhol são milongas de Jorge Luis Borges (1899-1986). Este disco inclui um DVD no qual pode se ver o processo completo de gravação, com a participação especial de Caetano Veloso (em "Milonga de los morenos") e Carlos Moscardini (violão). Sobre o nome deste trabalho, cujo significado é “miragem” ou, mais precisamente, "ilusão do sul", vem do húngaro "déli" (do sul) mais "báb" (de bába: ilusão).  Segundo o próprio Ramil "O délibáb é um fenômeno extraordinário da planície húngara, tão semelhante às planícies do sul do nosso continente. Único em seu gênero, este tipo de espelhismo transporta paisagens muito distantes a horizontes quase desérticos, reproduzindo ante os olhos maravilhados do observador, em dias de calor, o desenvolvimento de cenas distantes." Ao escutar o disco pode-se experimentar certamente um "délibáb", porque a música projeta imagens remotas, de arrabaldes buenairenses e ambientes campeiros, na urbanidade de nossos tempos atuais. Como não ficar maravilhado diante desta “ilusão do sul”, ainda que seja só um "délibáb"?
Em 2012 é citado na lista dos 70 mestres brasileiros da guitarra e do violão da revista Rolling Stone.
No ano de 2013 lança o álbum duplo "Foi no Mês que Vem", onde revisita canções lançadas em seus álbuns anteriores com convidados especiais, como: Fito Páez, Jorge Drexler, Milton Nascimento, Ney Matogrosso, Pedro Aznar, os manos Kleiton e Kledir, a cantora Kátia B, o percussionista Marcos Suzano (com quem dividiu o disco Satolep Sambatown), o violonista argentino Carlos Moscardini (parceiro em délibáb) e, entre outros, as revelações da nova geração porto-alegrense Bella Stone e seu filho Ian Ramil.
Em 2017 faz, assim como em 2013, uma campanha de financiamento coletivo para lançamento de seu mais novo álbum "Campos Neutrais". O ábum é premiado na categoria "Projeto Visual" no 29º Prêmio da Música Brasileira pelo trabalho de Felipe Taborda.
Em 2018 Campos Neutrais é indicado ao Grammy Latino nas categorias "Melhor Álbum de Música Popular Brasileira" e a música "Campos Neutrais", com arranjo de Vagner Cunha, concorre a "Melhor arranjo".
No ano de 2019 apresenta em Porto Alegre o show inédito "Avenida Angélica", composto por poemas da poeta pelotense Angélica Freitas lançados nos livros Rilke shake (2007) e Um útero é do tamanho de um punho (2013) musicados por Ramil. Esta parceria entre Vitor e Angélica já havia rendido "Stradivarius", presente no álbum "Campos Neutrais". No ano seguinte Vitor arquiteta a composição do álbum "Avenida Angélica", o 12º de sua carreira. Poemas como "A mulher de rollers", "Família vende tudo", "Ringues polifônicos" (poema que inclui o verso-título Avenida Angélica), "RC" e "Vida aérea" estão presentes no repertório.
Em março de 2022 anuncia "Rilke Shake", o primeiro single de seu novo álbum "Avenida Angélica".
Em 10 de outubro de 2024, foi lançado o álbum Mantra Concreto, no qual Ramil canta poesias de Paulo Leminski. O disco começou a ser criado em julho de 2021, durante a pandemia de Covid-19, quando Ramil, em isolamento, releu a antologia Toda Poesia, do poeta paranaense. Com o violão, criou uma melodia para Sujeito Indireto. Nos dias seguintes, criou 13 das 15 faixas do disco - ao todo, foram 14 dias de composição. Mais duas músicas que já havia adaptado da obra de Leminski (O velho León e Natália em Coyoacán, do disco Tambong, e Uma Carta uma Brasa, gravada por Juliana Cortes no disco Gris, de 2016) também entraram no trabalho.
Mantra Concreto teve coprodução de Alexandre Fonseca e Edu Martins, cada um trabalhando de uma cidade: Rio de Janeiro e Porto Alegre, respectivamente. O disco foi marcado por um tom experimental: em Sujeito Indireto, Ramil trocou a bateria por uma percussão de máquina de escrever e, em Teu Vulto, foram utilizadas gravações de batidas em esculturas metálicas de Rogério Botelho. Mesmo com elementos especiais, a base das músicas é a milonga.

## Discografia
- 1980 - Estrela, Estrela
- 1984 - A Paixão de V Segundo Ele Próprio
- 1987 - Tango
- 1995 - À Beça
- 1997 - Ramilonga - A Estética do Frio
- 2000 - Tambong
- 2004 - Longes
- 2007 - Satolep Sambatown (Com Marcos Suzano)
- 2010 - Délibáb
- 2013 - Foi no Mês que Vem
- 2017 - Campos Neutrais
- 2022 - Avenida Angélica (CD e DVD)
- 2024 - Mantra Concreto

## Obra literária
- Pequod (1999) - (disponível em formato eletrônico)
- A Estética do Frio (2004)
- Satolep (2008)
- A primavera da pontuação (2014)

## Prêmios e indicações

### Prêmio Açorianos
| Ano  | Categoria          | Indicação                        | Resultado |
| ---- | ------------------ | -------------------------------- | --------- |
| 1991 | Compositor         | Vitor Ramil                      | Venceu    |
| 1992 | Letrista           | Vitor Ramil                      | Indicado  |
| 1995 | Compositor         | Vitor Ramil                      | Venceu    |
| 1995 | Disco              | À Beça                           | Indicado  |
| 1997 | Disco de MPB/Samba | Ramilonga - A Estética do Frio   | Venceu    |
| 1997 | Compositor         | Vitor Ramil                      | Indicado  |
| 1997 | Cantor             | Vitor Ramil                      | Indicado  |
| 1999 | Espetáculo de MPB  | Borges da Cunha Vargas Ramil     | Indicado  |
| 2000 | Compositor de MPB  | Vitor Ramil                      | Venceu    |
| 2000 | Disco de MPB       | Tambong                          | Indicado  |
| 2000 | Música ou Canção   | Espaço                           | Indicado  |
| 2004 | Disco de MPB       | Longes                           | Indicado  |
| 2007 | Compositor de MPB  | Vitor Ramil                      | Venceu    |
| 2007 | Intérprete de MPB  | Vitor Ramil                      | Venceu    |
| 2007 | Disco de MPB       | Satolep Sambatown (com Edi Rock) | Venceu    |
| 2007 | Espetáculo do Ano  | Satolep Sambatown (com Edi Rock) | Venceu    |
| 2010 | DVD do Ano         | Délibáb                          | Venceu    |
| 2010 | Disco de MPB       | Délibáb                          | Venceu    |
| 2010 | Produtor Musical   | Vitor Ramil                      | Indicado  |
| 2010 | Compositor de MPB  | Vitor Ramil                      | Indicado  |
| 2010 | Intérprete de MPB  | Vitor Ramil                      | Indicado  |
| 2013 | Álbum do Ano       | Foi no Mês que Vem               | Venceu    |
| 2013 | Produtor Musical   | Vitor Ramil                      | Venceu    |
| 2013 | Intérprete de MPB  | Vitor Ramil                      | Venceu    |
| 2013 | Álbum de MPB       | Foi no Mês que Vem               | Venceu    |

### Grammy Latino
| Ano  | Categoria           | Indicação                | Resultado | Ref.          |
| ---- | ------------------- | ------------------------ | --------- | ------------- |
| 2018 | Melhor Álbum de MPB | Campos Neutrais          | Indicado  | [ 24 ] [ 25 ] |
| 2018 | Melhor Arranjo      | Campos Neutrais (música) | Indicado  | [ 24 ] [ 25 ] |